# Hemibagrus caveatus
Hemibagrus caveatus är en fiskart som beskrevs av Ng, Wirjoatmodjo och Renny Hadiaty 2001. Hemibagrus caveatus ingår i släktet Hemibagrus och familjen Bagridae. Inga underarter finns listade i Catalogue of Life.